# Горобець рудий
Горобець рудий (Passer cinnamomeus) — вид горобцеподібних птахів родини горобцевих (Passeridae).

## Поширення
Ареал виду сконцентрований у Східній Азії, простягається від Гімалаїв і Південно-Східної Азії до Китаю та Японії.

## Опис
Розмір тіла сягає 13—15 см, вага — 0,022 кг.

## Розмноження
Самиця відкладає 5—6 яєць.